# Claude Dominique Napias
Claude Dominique Napias, detto Napias-Piquet (Romilly-sur-Seine, 1813 – Parigi, 29 maggio 1871), è stato un attivista francese.
Socialista ed elemento di rilievo della Comune di Parigi, fu fucilato dalle truppe di Versailles.

## Biografia
Claude Dominique Napias era un notaio socialista che nel 1849 convertì, con il fratello Louis-Marie, il castello e i terreni di Saint-Just, nell'Aube, ereditati dai genitori, in una colonia agricola e industriale. Le autorità locali, considerando quell'iniziativa una pericolosa fonte di propaganda politica, riuscirono a espropriare i due fratelli dei loro beni.
Stabilitosi a Parigi, impiantò una fabbrica di telai di propria invenzione. Anti-bonapartista, fu condannato dopo il colpo di Stato di Luigi Bonaparte e graziato nel 1853. Iscritto alla Prima Internazionale, durante l'assedio di Parigi del 1870 fondò la Ligue de défense è outrance, firmò l'Affiche rouge con la richiesta di dimissioni del governo e l'instaurazione della Comune, e fu eletto al Comitato centrale dei venti arrondissement municipali. Candidato nel I arrondissement al Consiglio della Comune nelle elezioni del 26 marzo, non fu eletto.
Durante la Settimana di sangue fu riconosciuto e catturato dalle truppe di Thiers che lo fucilarono in rue de Rivoli, all'angolo con rue du Louvre: «il suo cadavere rimase lì abbandonato tutto il giorno, non senza che i soldati l'avessero liberato dalle scarpe».